# Pruszki (gmina)
Pruszki – dawna gmina wiejska istniejąca do 1868 roku w guberni łomżyńskiej. Siedzibą władz gminy były Pruszki.
Za Królestwa Polskiego gmina Pruszki należała do powiatu łomżyńskiego w guberni łomżyńskiej.
Gminę zniesiono w  1868 roku, a Pruszki znalazły się w gminie Puchały.